# Phryganea sinensis
Phryganea sinensis är en nattsländeart som beskrevs av Mclachlan 1862. Phryganea sinensis ingår i släktet Phryganea och familjen broknattsländor. Inga underarter finns listade i Catalogue of Life.